# إبيمثيوس
ابيمثيوس في الميثولوجيا الإغريقية هو أخو الآلهة بروميثيوس الذي كلفه زيوس بخلق الحيوانات في الأرض ومنهم البشر وتزويدهم بكل متطلبات الحياة.